# Шамбли
Шамбли (фр. Chambly) је насељено место у Француској у региону Пикардија, у департману Оаза.
По подацима из 2011. године у општини је живело 9475 становника, а густина насељености је износила 736,21 становника/km².

## Демографија
| 1962. | 1968. | 1975. | 1982. | 1990. | 2011. |
| ----- | ----- | ----- | ----- | ----- | ----- |
| 5.331 | 5.614 | 6.119 | 6.105 | 7.140 | 9.475 |